# レイディアントシルバーガン
『レイディアントシルバーガン』（RADIANT SILVERGUN）は、トレジャーが開発、発売した縦スクロールシューティングゲーム。1998年5月下旬にアーケードゲームとして稼動した後、1998年7月23日に家庭用ゲームとしてセガサターンに移植された。

## 概要
3D表現を取り入れた、オーソドックスなステージクリア型の横画面・縦スクロールシューティングゲームであり、『プロジェクトRS』の第一作目。
最大の特徴は自機の攻撃方法で、3つのボタンを組み合わせて押すことにより8種類の攻撃方法を用いることが出来る。
ほかの特徴として、パズルのようなボーナス加算方式が挙げられる。ほとんどの敵は赤・黄・青のいずれかの属性を持っており、同じ色の敵だけ倒し続ける、特定の順番で色の付いた敵を倒すなどでボーナス得点が加算される。なお、得点が自機のパワーアップに関連することも特徴。パワーアップアイテムの概念がなく、スコアが経験値として扱われ、敵を倒したときに使用した武器がパワーアップしてゆく。得点を稼がないと自機は弱いままで、クリアすらままならない。
ボス戦の弾密度が高いが、敵弾を任意に消せる機会が豊富なこと、特定の方法でさほど苦労せずに回避できる弾幕が多いこと等から、弾幕系シューティングの範疇に含められることは少ない。
以上の要素は、これまでのシューティングゲームで軽視されがちだった「狙い撃つ」感覚と、これまでのシューティングゲームの攻略に不可欠だったパターン化の要素を結びつけるために採られた構成である。本作品で採用された属性システムによる特殊なスコアシステムと、単発ショットによる狙い撃ちは『プロジェクトRS』に共通するコンセプトとなっている。
グラフィック面では、背景やキャラクターはポリゴンとテクスチャマッピングを混合した3Dで表現している。背景は同時発色数16色のみで作られている。これは、アーケード基板より3D性能の劣るセガサターンへ完全移植するためのメモリの節約が目的であった。
独自のメッセージ性を持つ終末論による世界観を持ち、崎元仁によるオーケストラ調のBGM（演奏に内部音源を使用）は、発売から時間を経てサウンドトラックが再発売された。
1998年のゲーメスト大賞では、「ゲーメスト大賞」で10位、「ベストシューティング賞」で2位と、ともに同年に発売された『エスプレイド』に次ぐ結果となった。しかし、年間ヒットゲーム20では、プレイヤー・インカム人気どちらもランク外である。
家庭用ゲーム機向けには、アーケード版稼働から約2ヵ月後にST-V基板と互換性のあるセガサターンで移植版が発売された他、2011年からは「Xbox Live Arcade」（Xbox 360）にてグラフィックのリファインや新モードの追加を行ったリメイク版が配信されている。2017年にはXbox Live Arcade版がXbox Oneの後方互換に対応した。

## ストーリー
西暦2520年。古代の地層から発見された「石のような物体」が放った光で全人類が消滅。1年後、衛星軌道上に退避し消滅を免れた数名の生存者と1機のロボットは、人類の生き残りを掛けて地球への降下を行う。

## 登場人物
声の部分はセガサターン、Xbox 360のストーリーモードでの担当声優。
バスター
声 - 堀内賢雄
1P側のシルバーガンのパイロット。
レアナ
声 - 川上とも子
2P側のシルバーガンのパイロット。
ガイ
声 - 林延年
プレイヤーが操作できない3機目のシルバーガンのパイロット。
クリエイタ
声 - 北沢洋
巡洋艦テトラのクルーであるロボノイド。
テンガイ
声 - 渡部猛
巡洋艦テトラの艦長。
イガラシ長官
声 - 秋元羊介
地球連邦軍の司令官にして、ガイの父親。

## ゲームシステム
方向インターフェース（8方向レバー、あるいは十字キー）と3つのボタンで構成されるトップビューの縦スクロールシューティングゲーム。
全6ステージ。ただしステージ自体はさらにA～Eの「エリア」に細分化されている（エリアの最大数はステージによって異なる）各エリアには最低一体のボスキャラクターが登場し、これを撃破、あるいは出現から一定時間経過させ自爆させることで次のエリアに進むことができる。エリア間は暗転や場面転換などを挟まずシームレスに移行し、同一ステージ内であればその時系列はエリア順に一定である。ただし、ステージ間に関してはこの限りではない。
3つのボタンはさらに同時押し（A+B、B+C、A+CおよびA+B+C）することによって最大7種類の特性の異なる攻撃を使い分けることができる。これに加え、A+B+Cの攻撃は一定条件を満たすことで特殊な攻撃に変化するため、プレイヤーは最大8種類の攻撃手段を使い分けることができる。
スコアシステムは多岐に渡り様々な側面から評価されるボーナスが設定されている一方で、ただ漫然と敵を撃破するだけでは高得点を獲得できないようになっている。また、スコアそのものも単なるプレイ内容の一評価軸ではなく「経験値」としてゲームシステムに深く関与している。本ゲームにはいわゆるランクシステムは搭載しておらず、ゲームプレイを通じてその難易度は一定であるため、プレイヤーが意識的にスコアを稼ぎ、装備を強化していくことによってゲームクリアはより容易になって行くようになっている。なお、本作にパワーアップアイテムは存在しない。

### ウェポン
A・B・Cの3つのボタンの組み合わせで特性の異なる8つの装備（以下、ウェポン）を使い分けることが出来る。一種類のウェポンのみで全ての状況に対処することは困難であるため、状況に応じて適切なウェポンを使用する必要がある。
経験値とウェポンレベル
それぞれのウェポンを使用して「敵を倒す」、もしくは「チェインボーナス」を獲得すると、その得点は経験値として、A・B・Cそれぞれに割り振られる（ボタンに対応）。例えばAボタン:バルカンを使用して敵を倒し10000点を獲得した場合、A経験値が10000点分上昇する。複数のボタンを使用する攻撃の場合は使用するボタンに対応する各経験値に割り振られる。例えばB+Cボタン:ホーミングスプレッドを使用して10000点を獲得した場合、B経験値とC経験値がそれぞれ5000点分ずつ上昇する。
一定量の経験値を獲得すると、A・B・Cの各ウェポンレベルが上昇する。レベルが上がることで威力や攻撃範囲などの性能が向上する。組み合わせによって発動するウェポン（A+Bなど）の場合は使用するボタンそれぞれのレベルに応じて複合的に強化される。例えばA+Bボタンで発動するホーミングプラズマの場合、威力はウェポンレベルA・Bいずれも関与するが、ロックオンラインの展開範囲はBのレベルのみが関与する。

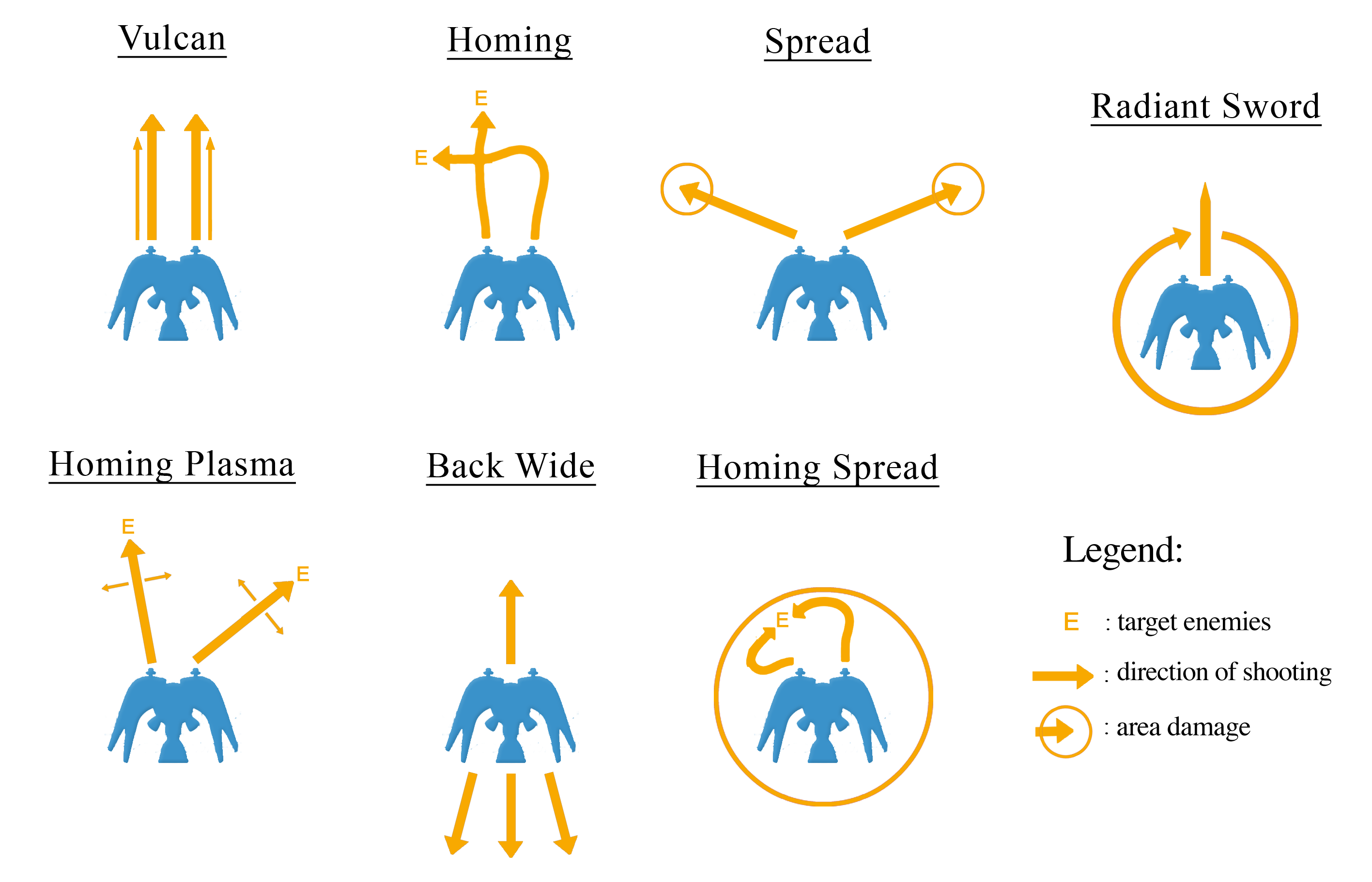
各ウェポンの攻撃方向、範囲、軌道の図

※以下のA～Cはボタンを指す。また、+記号はそれぞれのボタンの同時押しの意味である。
A：バルカン
自機の正面方向に直線的に飛ぶ弾を発射。短く押すと1発だけ発射し、押し続けると複数の弾を連射する。レベルが上がると威力が上昇し、連射時の同時発射数も増加する。
B：ホーミング
やや弾速が遅く敵を追尾する緑色の弾を発射。誘導性能が高く、敵が画面内に居さえすれば確実に命中するが威力は低い。レベルが上がると威力が上昇する。
C：スプレッド
斜め前方向に直線的に飛ぶ炸裂弾を左右2発同時に発射。押し続けると連射され、敵・障害物に命中するかボタンを離すと炸裂し爆風が広がる。レベルが上がると威力と爆風のサイズが上昇する。
A+B：ホーミングプラズマ
押している間、自機から二本の青い直線のロックオンラインを展開する。ラインが敵に触れるとその敵に向かって稲妻状の攻撃が発射され連続してダメージを与える。ロックオンしている時間に伴い威力が上昇する。ライン・攻撃ともに障害物を貫通する特徴がある。レベルが上がるとロックオンラインの展開角度と威力が上昇する。
A+C：バックワイド
自機の前方から単発のバルカンを発射すると同時に、後方からバルカンを扇状に発射する。押し続けると連射する。レベルが上がると同時発射数が増加し、また拡散範囲も大きく広がる。
B+C：ホーミングスプレッド
押している間、自機から円形のロックオンエリアを展開しエリア内の敵へ自動的に炸裂弾を発射する。攻撃判定は爆風のみに存在する。障害物を貫通する特徴がある。隠しキャラ（メリー）を出現させてボーナスを得ることのできる唯一の武器。レベルが上がると爆風の継続時間と同時ロック数が増加する。
A+B+C：レイディアントソード
剣状の武器を回転させ、自機の周囲360度に斬撃を行う。押しっぱなしで出たままとなり、自機の移動方向の反対へ流れる。また、剣の軌跡は特定の敵弾を消し、消した量に応じてハイパーソードゲージが増える。障害物を貫通する。ソードを出している間、自機が剣の柄のような姿に見えるのが特徴。
ハイパーソードゲージMAX時にA+B+C：ハイパーソード
いわゆるボンバーに相当する。レイディアントソードで特定の敵弾を消すとゲージが増え、ゲージが一杯になった時にのみ使用できる強力な攻撃。攻撃中は無敵で、自機周囲とソード部分に弾消し能力と高い攻撃力がある。
また、各ウェポンを使用して一定の条件を満たすことで特殊な「ウェポンボーナス」（非経験値）を獲得できる。詳細はウェポンボーナスを参照。

### ボーナス/その他得点システム
チェーンボーナス
本作の中心となるボーナス。
敵のほとんどには赤、黄、青のいずれかの色がついている。同じ色の敵を3機倒すごとにボーナスが入る。ボーナス点は「チェーン中に倒した敵の破壊点の合計×チェーンボーナス取得回数」で算出される。ただし、破壊点の合計は10,000点で頭打ちとなる。一回のチェーンボーナスで獲得できるスコアは最大100,000点まで上昇する。
3色の敵はそれぞれまんべんなく出現するが、チェーンボーナスを持続させるには最初に破壊した敵と同色の敵を破壊し続けるのが望ましく、場合によっては敵の3分の2ほどをあえて見逃す必要がある。わざと敵を逃す「シューティングゲーム」の本質と相反するシステムは、後作の『斑鳩』で改善された。
シークレットボーナス
チェーンボーナスのバリエーション。赤→青→黄の順に敵を倒すとその時点で破壊点が10,000点になり、以降は黄色の敵を3機破壊するごとにチェーンボーナスが得られる。
ウェポンボーナス
各ウェポンを使用して一定の条件を満たすことで特殊な「ウェポンボーナス」を獲得できる。条件はウェポン毎に大きく異なっており、またインストカードなどにも明示されていないため、一種の隠しボーナスと言える。全てのウェポンはそれぞれ独立したウェポンボーナスカウンタを持っており、初期状態は0である。ウェポン毎にカウンタを増加させる条件と、カウンタをリセットする条件が設定されている。リセット条件を満たすことなくカウンタを一定値蓄積することで10,000点のウェポンボーナスを獲得し、カウンタは再び0に戻る。エリアクリア時にもウェポンボーナスカウンタはリセットされる。
ボーナスキャラクター
特定の地点をホーミングスプレッドでサーチすると犬の「メリー」が出現してボーナス。ボーナス点は出現場所ごとに異なり、場所によっては何らかの語呂合わせになっている。
クリアボーナス
破壊率ボーナス：ボスのパーツを破壊して撃破すると、破壊率% * 500点のスコアを得る。また、全てのパーツを破壊して100%を獲得するとさらに50,000点が上乗せされるため、最大で100,000点のボーナスを得られる。
デストラクションボーナス：自爆させずにボスを倒した場合のみ得られるボーナス点でボス毎に固有の得点が設定されている。
その他
かすり点：自機が敵弾や敵本体、障害物に接近し（かする）続けることで若干の得点が入る。
撃ち込み点：敵に武器を命中させるごとに武器に応じて若干の得点が入る。

## ゲーム展開と特徴
攻略する順番ではなく作品内で設定されている時間軸に沿った順番でステージ番号が設定されている。ゲームの流れとしてはボスキャラクターとの戦闘が多く、ボス間の展開もテンポが速い事から同社の『エイリアンソルジャー』に近い展開であると言える。前述のパズル要素、パターン化の必要性などの特徴について、ディレクターの井内ひろしはアイレムのシューティングゲーム『イメージファイト』から影響を受けたことをインタビューで語っている。
登場するボスキャラクターのデザインやネーミング、攻撃手段の多彩さも本作の特徴である。デザインやネーミングについてはDAIKAI10→大回転、等の駄洒落をはじめ、『R-TYPE』の自機や『ギャラガ』のボスキャラクター、さらには『爆走兄弟レッツ&ゴー!!』、『ウルトラマンティガ』、『ウルトラセブン』の怪獣、蟹江敬三、稲葉製作所までをもオマージュしたと思しきデザインやネーミングがなされている。ボスキャラクターの攻撃手段についても、「障害物を上手く利用しないと避けられない」「行動範囲が狭められた状態での戦闘」「巨大な機体全体を利用して押し潰しにかかる」といった変則的な手段に富んでおり、後に同社がリリースした『斑鳩』や『グラディウスV』にも、同様の特徴を持つボスキャラクターの攻撃手段が多く見られる。ボスの登場時には「NO REFUGE」という警告が表示され、続いてボスの名称に加えて「BE ATTITUDE FOR GAINS...」という文に続けてアドバイスのような文章が3つ表示されるが、これにはパロディやジョークが多く含まれている。
アーケード版およびその完全移植であるセガサターン版のアーケードモード（以下アーケード版）では、1面（STAGE3）クリア時に、STAGE2とSTAGE4のうちどちらの2面に進むかを選択し（STAGE4のほうが難易度が高い）、そのステージをクリアをすると3面（STAGE5）に進みその後は一本道である、分岐ありの全5面制となっている。
セガサターン版のサターンモード（以下サターン版）ではステージ選択が無く、1面（STAGE3）→2面（STAGE2）→3面（STAGE4）→4面（STAGE5）…という順番で進む全6面制。この他にも、サターン版ではいくつかのボスキャラクターが追加されている。プレイ時間は長く、通しての全面クリアには一時間ほどかかる。また、サターン版ではゲームオーバー時のスコアをセーブし、それをプレイ開始時にロードすることでレベルの上がった状態で最初からプレイすることができる。

### ステージ構成
| タイトル     | Stage | 解説 | ボス         |
| ------------ | ----- | --- | ------------ |
| RETURN       | 3A    | 最初のステージ。このステージは長さが決まっており、ボスを早く倒すとその後に登場する雑魚敵の数が変化する。最初に登場する「メリー」については『ゼビウス』のオマージュである。 | AKA-O        |
| RETURN       | 3B    | 初めて障害物が登場する。 | MIKA-L       |
| RETURN       | 3C    | ジグザグ状の狭い通路を抜ける。ボス戦開始時にBGMが変わる。 | GALLOP       |
| RETURN       | 3D    | D面はザコラッシュのみですぐに終了する。ボスはレーザーのなぎ払いを障害物で防ぐ独特の戦法を要求される。                                                                      | UNDO         |
| RETURN       | 3E    | ボスはパーツを破壊すると、新たなパーツが追加される。アーケード版はこのステージ終了後ステージセレクトとなる。                                                               | UE2A-GAL     |
| REMINISCENCE | 2A    | 3Aの1年前にあたる。ボス戦は月をバックに戦う。 | KOTETSU      |
| REMINISCENCE | 2B    | ほぼ全編がボス戦で、しかもボスが2体登場する。前半は高速スクロール面でもあり、狭い地形にザコ敵が配置されている。                                                            | GOLETS       |
| REMINISCENCE | 2C    | 道中は2体の障害物に囲まれた状態で戦う。ボス戦開始時にBGMが変わる。 | NASU         |
| REMINISCENCE | 2D    | ザコラッシュ。ボスは環状になっており、自機を取り囲んで変形する。 | DAIKAI-10    |
| REMINISCENCE | 2E    | 中ボスが登場する。ボス戦は画面全体がワイヤーフレームになる。サターン版は終了時にデモシーンが追加されている。                                                               | GEDO-O       |
| EVASION      | 4A    | 3Eからの続きで、BGMも同じ。破壊可能な障害物が多く、高いチェーンボーナスが得られる。ボス戦開始時にBGMが変わる。                                                             | LUNAR-C      |
| EVASION      | 4B    | 攻撃をすると縮むバリアが登場する。ボス戦時に自機を囲むワイヤーは触れてもミスとはならないが、外側に出ることはできない。                                                     | 17VA-50      |
| EVASION      | 4C    | 全面を通じて唯一、青い敵でのチェーンが最もスコアが高くなる。道中に登場するミサイルは色がついているがチェーン対象にならない。                                               | DAN-564      |
| EVASION      | 4D    | ザコラッシュ。ボス戦開始時にBGMが変わる。ボスは触手の先にシルバーガンを付けており、自機と似たような攻撃を仕掛けてくる。                                                    | PENTA        |
| EVASION      | 4E    | 中ボスが登場する。ボスのパーツには色の付いているものがあるが、種類や発生位置がランダムであるためスコアに運の要素が絡む。                                                   | CA2-EKZO     |
| VICTIM       | 5A    | 巨大戦艦との戦闘。入り組んだ地形の中でボスの自爆直前までチェーンボーナスで稼ぐ、スコア上最大の山場。                                                                       | SBS-33KI     |
| VICTIM       | 5A    | サターン版オリジナル。ザコラッシュ後、すぐに巨大戦艦との戦闘に移る。 | SBS-130      |
| THE ORIGIN   | 6A    | サターン版オリジナル。幾何学的な形は微生物のようにも見える。パーツを攻撃すると、色に応じたザコ敵が出現する。                                                               | W(--)W       |
| THE ORIGIN   | 6A    | サターン版オリジナル。鮫のようなボスとの戦闘。 | VARAS        |
| THE ORIGIN   | 6A    | サターン版オリジナル。亀のようなボスとの戦闘。 | BECHEW       |
| THE ORIGIN   | 6A    | サターン版オリジナル。鳥のようなボスとの戦闘。 | OHTRIGEN     |
| THE ORIGIN   | 6A    | ボス戦のみ。巨大な人型ボスとの戦闘。 | XIGA         |
| LINK         | 1     | 攻撃は一切出来ず、「石のような物体」からの攻撃を60秒間避け続ける。BGMはないが、サターン版はBGMがあり台詞が流れ続ける。                                                     | A STONE-LIKE |

## セガサターン版
追加要素として、アーケード版では語られなかった設定やシナリオ、オリジナルボスなどが盛り込まれている。
要所にメッセージ性の強い会話が追加され、例としてはSTAGE1の会話には本作のディレクター井内ひろしの、切り捨て文化であるゲーム業界に対する悲観の意が込められている。
ハードの末期だったことやシューティング全般の不遇などで生産数は多くなかった。移植の出来が良いこと、追加要素の充実などにより移植版は高く評価され、他のハードに移植されていなかったこともあり、中古市場ではプレミアム価格が付き高騰している。また、セガサターン版には各所にデモシーンとしてGONZO制作によるアニメが追加された。キャラクターデザインを担当したはんの画風をそのまま反映した映像である。
本作は元々タイムワーナーインタラクティブで製作されていた経緯もあってか、解説書テキストはテンゲンのものを連想させる文体となっている。

## XBOX Live Arcade版
続編的位置付けの作品である『斑鳩』が2008年より「Xbox Live Arcade」向けに配信開始されたのに対し、本作は長い間、現行機への再移植が行われていなかった。これについてトレジャーは、雑誌「GAME SIDE」2009年6月号に掲載された開発部インタビューにおいて「サターンのBG特殊機能を駆使してステージを構築しているのでその部分の再現が困難」「仮にオリジナルを再現できたとしても当時そのままの内容で受け入れられるのか疑問。リメイク版を収録すると新作を1本作るのとほぼ同じ手間がかかる」といった理由を挙げており、再移植に関しては消極的な姿勢を見せていた。
しかし、2010年の東京ゲームショウにおいて、トレジャーの手によるリメイク版を「Xbox Live Arcade」向けに開発中である事が発表され、2011年9月14日よりダウンロード販売が開始された。
ハードウェアの高性能化に合わせた高解像度化およびそれに伴うテクスチャのリファイン、グローなどのポストエフェクトの追加などが施されているが、内容についてはサターン版とほぼ同一である。
グラフィック部分を除くサターン版との主な違いは以下の通り。
- プラットフォームの変更に合わせ、従来のサターンモードはストーリーモードへと名称が変更された。
- チェーンボーナスの計算式に『斑鳩』のそれを採用したIKARUGAモードの搭載。
- ストーリーモードのコンティニューが不可となり、代わりに、ストーリーモードを1時間プレイするごとに初期残機ストックが1増加するように変更された。
- 任意のステージを選択してプレイできるトレーニングモードが搭載された。サターン版でも一定条件を満たすことでステージ選択は可能であったが、開始時に任意の武器レベルを選択可能となった点、およびエリアも選択可能となった点が異なる。ただし、選択できるのは既に到達したステージ・エリアに限られる。また、それぞれの到達エリアはアーケード・ストーリーそれぞれが独立して記録される。
- リプレイデータの保存・再生が可能となった。
- XBOX Liveを介したオンライン同時プレイが可能となった。
- ハードウェア性能の向上に伴い、処理落ちがほとんど発生しなくなっている。これによりゲームスピードが全体的に速くなっているため、一部の場面での難易度が上昇している。

### IKARUGAモード
チェーンボーナスの仕様を『斑鳩』のものと置き換えたXBLA版独自のモード。
ただし、モードを選択可能にするには同じくXBOX Live Arcadeで購入可能な『斑鳩』の実績を最低一つ解除しているゲーマータグでプレイする必要がある。
従来のオリジナルモードではチェーンボーナスを維持するためには同じ色の敵を破壊し続ける必要があったが、IKARUGAモードでは斑鳩と同様、同色の敵の3機破壊を1セットとし、その区切りであれば色を変更してもチェーンボーナスは維持される。代わりに計算式が変更されており、得られるチェーンボーナスは（2^（チェーン数-1））*100点（ただし25600点を上限とする）となっている（『斑鳩』におけるチェーンボーナスの詳細については同項目を参照）。
ウェポンボーナスと撃ち込み点は獲得できないが、ウェポンの経験値に関してはオリジナルと同様、スコアによって強化が施される。
得点機会が大きく上昇した代わりにボーナスの上限値が低くなっており、クリアに際してはオリジナルモードとは別のパターンが必要となる。